# Gambit de dama refusat
El gambit de dama refusat (sovint abreujat en literatura escaquística amb l'acrònim anglès QGD (de Queen's Gambit Declined), és una obertura d'escacs en la qual, després que les blanques juguen el gambit de dama
1.d4, d5
2.c4
Les negres opten per refusar el peó ofert per les blanques, i jugar alguna altra mena de defensa.
El gambit de dama refusat es pot aconseguir a partir de diferents ordres de jugades, com ara 1.d4 e6 2.c4 d5; 1.d4 Cf6 2.c4 e6 3.Cf3 d5; 1.c4 e6 2.Cc3 d5 3.d4; o bé 1.Cf3 d5 2.c4 e6 3.d4.
Un eventual ...dxc4 per part de les negres cediria el centre a les blanques, i les negres, per tant, no ho faran fins que puguin obtenir a canvi alguna concessió; amb caràcter general, aquesta es produeix si el negre espera que les blanques hagin fet Ad3, i només llavors, capturar a c4.
Una resposta habitual per les negres és 2...e6. Això es coneix com la Variant Ortodoxa del gambit de dama refusat. Jugant 2...e6 les negres donen aire al seu alfil de caselles negres, però obstrueixen el de caselles blanques. Refusant el sacrifici temporal de peó, les negres basteixen una posició sòlida; els peons a d5 i e6 donen a les negres un bastió al centre. La Variant Ortodoxa té la reputació de ser una de les defenses més sòlides contra 1.d4. En aquesta situació, les blanques poden triar d'explotar la passivitat de l'alfil negre de caselles blanques, i les negres intentaran d'activar-lo, o bé de demostrar que, tot i passiu, aquesta peça juga un útil rol defensiu. En la Variant Ortodoxa, la "lluita pel tempo" gira al voltant dels esforços de les blanques a fer tots els altres moviments útils pel desenvolupament abans d'Ad3.

## Principals variants
- 2...e6 (Variant Ortodoxa)
- 2...c6 (Defensa Eslava)
- 2...Cc6 (Defensa Txigorin)
- 2...c5 (Defensa Simètrica o austríaca)
- 2...e5 (Contragambit Albin)
- 2...Af5 (Defensa Bàltica)
- 2...Cf6 (Defensa Marshall)
- 2...g6 (Variant Alekhine)